# Joseph Barnes
Pour les articles homonymes, voir Barnes.
Joseph K. Barnes, M.D. (21 juillet 1817 - 5 avril 1883) est un médecin américain. Il fut le 12e Surgeon General of the United States Army (chef des services de santé de l'armée américaine), de 1864 à 1882 ; il remplaça à ce poste William A. Hammond écarté à la suite d'une cabale.
Deux fois, Barnes assista des présidents américains victimes d'assassinat : la première fois Lincoln et la seconde Garfield. William H. Seward, cible en même temps que Lincoln, put être sauvé.